# Giuseppe Maras
Giuseppe Maras (Selve, 1922 – Roma, 12 maggio 2002) è stato un militare e partigiano italiano, medaglia d'oro al valor militare.

## Onorificenze
Sottotenente dei bersaglieri - Partigiano combattente